# Landrethun-le-Nord
Landrethun-le-Nord település Franciaországban, Pas-de-Calais megyében. Lakosainak száma 1242 fő (2022. január 1.). Landrethun-le-Nord Caffiers, Ferques, Leubringhen, Pihen-lès-Guînes és Saint-Inglevert községekkel határos.

## Népesség
A település népességének változása:
| Lakosok száma | 1260 | 1307 | 1309 | 1299 | 1283 | 1268 | 1252 | 1246 | 1242 |
|               | 2013 | 2015 | 2016 | 2017 | 2018 | 2019 | 2020 | 2021 | 2022 |